# 黒崎幸吉
黒崎 幸吉（くろさき こうきち、1886年（明治19年）5月2日 - 1970年（昭和45年）6月6日）は、日本の聖書学者、キリスト教伝道者、元住友本社社員。

## 人物・来歴
書家・黒崎研堂の長男として生まれる。
荘内中学校（現：山形県立鶴岡南高等学校）、旧制第一高等学校を経て、1911年（明治44年）7月に東京帝国大学法科大学政治経済学科を卒業。帝大在学中に内村鑑三の聖書研究会に加わり入信する。同年8月に住友本社に入社。住友家嗣子の教育掛となり、1915年（大正4年）にこれに随行し渡米留学する。その後、大阪、東京、別子に勤務。1921年（大正10年）の妻の死をきっかけとして、住友製鋼所副支配人を最後に住友を退社。無教会の伝道者と聖書学者として歩み出す。
1922年（大正11年）から1925年（大正14年）までドイツ、フランス、イギリスに留学。この間、イングランドバーミンガム郊外の「セリオーク・カレッジ」（セリー・オーク・カレッジズ）へ滞在したことが、後に登戸学寮の着想につながった。
帰国後、鶴岡に帰郷し聖書研究会を主宰する傍ら、旧制山形高等学校で語学講師を務めるが、健康を害し、1931年（昭和6年）に兵庫県に転居した。太平洋戦争中には著した『永遠の生命』が反戦思想にあたるとして発禁処分を受け、戦後は日本の再建は教育にあるとして著作に専念する。1960年（昭和35年）8月から5ヶ月間に渡ってアメリカやヨーロッパ諸国を伝道して回った。
1970年6月6日、84歳で死去する。

## 登戸学寮
登戸学寮は、1955年（昭和30年）に黒崎が設立構想を公表し、58年に神奈川県川崎市多摩区に設けられた学生寮。初代寮長は里見安吉（フェリス女学院大学教授）だった。
当初は男子学生のみを受け入れていたが、2010年（平成22年）には女子寮が設けられた。現在までに、出身者は600名を超えている。

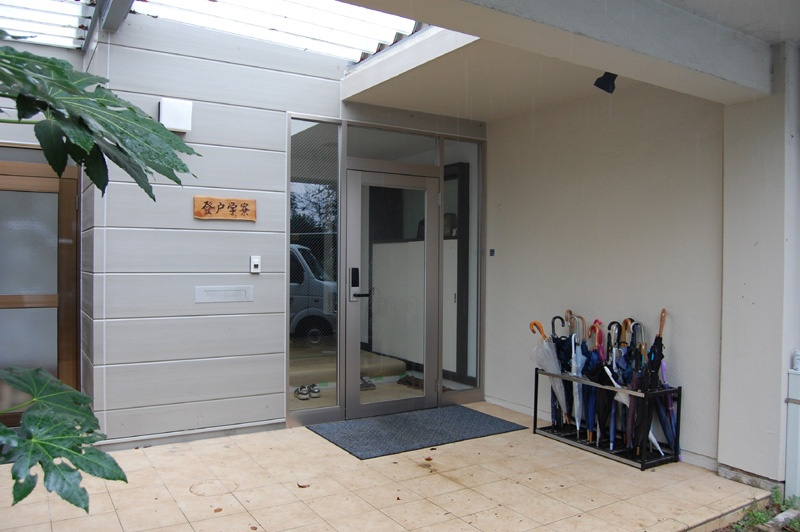
エントランス
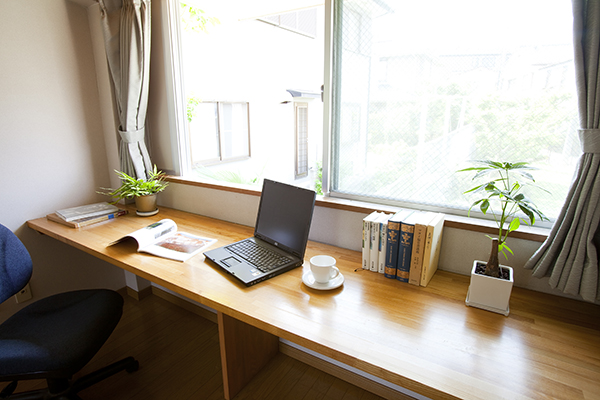
男子寮部屋
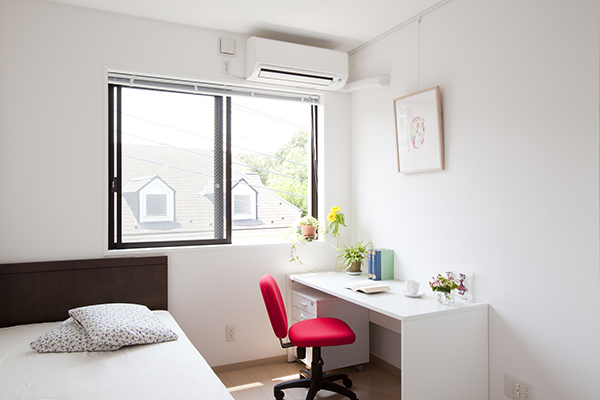
女子寮部屋
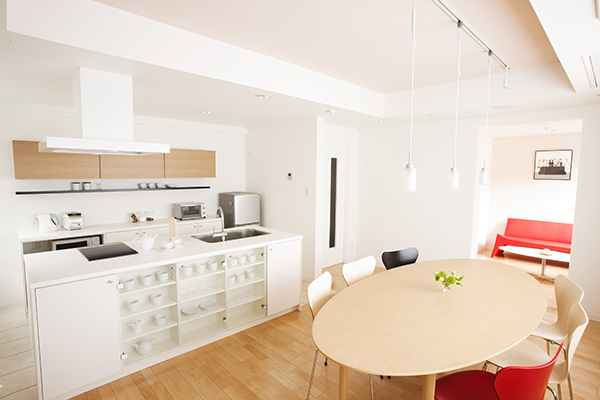
女子寮キッチンスペース

## 親族
庄内藩家老の酒井了明は祖父。大泉県参事の酒井了恒、荘内蚕糸業組合長の酒井調良は伯父。婦人運動家の白井久井は伯母。京都で活動した婦人運動家の榊原弥生は従姉妹。妹の祝は、友人江原万里の妻。姪の夫に本間順治。
NHK職員の黒崎めぐみは孫。

## 著作一覧

### 著書
- 1931年（昭和6年）5月 - 『カルヴィンの教會觀』 一粒社
- 1932年（昭和7年） - 『教会の本質』 一粒社
- 1933年（昭和8年） - 『基督教の更生は日本より』 一粒社
  - 『基督教の本質』 一粒社
- 1934年（昭和9年） - 『潔めの教理の誤謬』 一粒社
- 1935年（昭和10年） - 『ガラテヤ書講解』 一粒社
- 1947年（昭和22年） - 『共觀福音書和合表』 明和書院
- 1972年（昭和47年）- 1973年（昭和48年） - 『黒崎幸吉著作集』新教出版社 全7巻

### 訳著
- 1928年（昭和3年） - 『基督教名著集・第3巻』 宗教論文集・上 カール・ヒルティー著 イデア書院

### 編纂
- 1943年（昭和18年） - 『旧約聖書註解全書・第1巻』 日英堂